# 托爾戈維謝 (圖里西克區)
51°9′58″N 24°22′55″E / 51.16611°N 24.38194°E
托爾戈維謝（烏克蘭語：Торговище），是烏克蘭的村落，位於該國西部沃倫州，由科韋利區負責管轄，始建於1502年，面積0.68平方公里，海拔高度193米，2001年人口192，人口密度每平方公里284.02人。